# Goga Ashkenazi
Pour les articles homonymes, voir Ashkenazi.
Goga Ashkenazi, née Gaukhar Berkalieva le 1er février 1980 à Taraz (République socialiste soviétique kazakhe, URSS), est une femme d'affaires russo-kazakhe, propriétaire depuis 2012 de la maison de haute couture Vionnet.

## Biographie
Issue de l'élite soviétique (son père est ingénieur, recruté sous Mikhaïl Gorbatchev par le Comité central du Parti communiste), Goga Ashkenazi découvre la mode à Moscou. Après la chute de l'URSS, alors adolescente, elle retourne avec ses parents au Kazakhstan. Elle étudie dans des écoles privées britanniques, le Stowe College (en) et la Rugby School. Elle est diplômée du Somerville College de l'université d'Oxford, en histoire et économie. Elle mène également à Londres une vie mondaine.
Avec sa sœur aînée, elle fonde UnaiGaz Engineering Group, une société de compresseurs pour l'industrie pétrolière et gazière du Kazakhstan ; celle-ci prospère grâce aux relations familiales. En 2012, elle rachète la marque française de luxe Vionnet.

## Vie privée
Elle a été mariée à Stefan Ashkenazy, héritier américain de la chaîne hôtelière Hermitage (à cause d'une erreur d'état-civil après le mariage, son nom à elle se termine par un « i »). En 2007, elle accouche d'un enfant de Timour Koulibaïev, qui est  pourtant marié avec la fille du président Noursoultan Nazarbaïev. Elle est la mère de deux fils avec Koulibaïev.
Elle est depuis installée en Italie.
Elle est de confession musulmane par son père et juive par sa mère, mais se déclare bouddhiste.

## Sources
- (en) Cet article est partiellement ou en totalité issu de l’article de Wikipédia en anglais intitulé « Goga Ashkenazi » (voir la liste des auteurs).